# Chonville-Malaumont

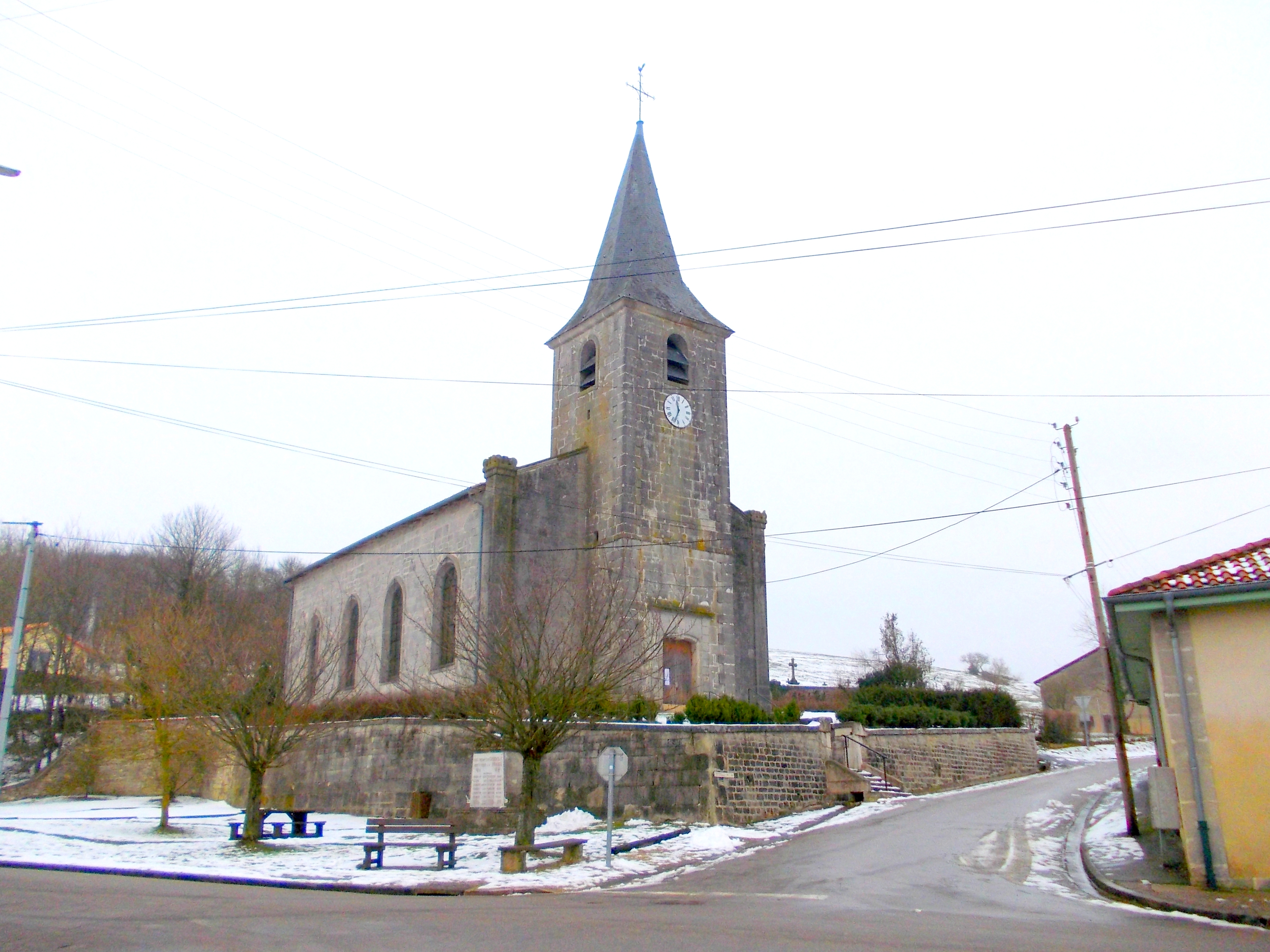
Kerk

Chonville-Malaumont is een gemeente in het Franse departement Meuse (regio Grand Est) en telt 165 inwoners (2004). De plaats maakt deel uit van het arrondissement Commercy.

## Geografie
De oppervlakte van Chonville-Malaumont bedraagt 19,8 km², de bevolkingsdichtheid is 8,3 inwoners per km².
De onderstaande kaart toont de ligging van Chonville-Malaumont met de belangrijkste infrastructuur en aangrenzende gemeenten.

## Demografie
Onderstaande figuur toont het verloop van het inwonertal (bron: INSEE-tellingen).

Boncourt-sur-Meuse · Chonville-Malaumont · Commercy · Euville · Frémeréville-sous-les-Côtes · Geville · Girauvoisin · Grimaucourt-près-Sampigny · Lérouville · Mécrin · Pont-sur-Meuse · Saint-Julien-sous-les-Côtes · Vadonville · Vignot
1. ↑  Populations de référence 2022.